# Borja (Aragó)
Borja és un municipi de la comarca del Camp de Borja, a l'oest de la província de Saragossa, a l'Aragó. Està situat a uns 62 km de Saragossa i com a elements singulars en destaquen els edificis de l'Ajuntament, l'església de Santa María, l'església de San Miguel i el convent de la Concepció.

## Història
Els orígens de la ciutat es remunten al segle v aC, quan hi habitaven els celtibers anomenats Bursau, prop de l'actual castell.
Després de la conquesta romana, segle i aC, es va constituir una important zona de poblament, que va viure el millor moment amb l'arribada dels musulmans.
En el segle xii va ser conquerida pel rei aragonès, i el 1134 s'hi van reunir les Corts d'Aragó per decidir la successió d'Alfons el Bataller. El 1374, mentre Jaume IV de Mallorca envaïa Catalunya, la ciutat fou atacada pels castellans, capitanejada pel senyor de Bearn i per Jofre Recco Bretón. En el segle xv es va convertir en una fortalesa militar, davant les invasions castellanes, cosa que li va valer el títol de ciutat, atorgat per Alfons el Magnànim el 1438. Durant el regnat dels reis catòlics, es va expulsar la important comunitat jueva que vivia en aquesta ciutat. Els segles XV i XVI foren uns segles de gran creixement econòmic.
Els segles xvii i xviii, en canvi, foren períodes de recessió, malalties i sequera. Durant el segle xix, es va recuperar l'economia a través de la línia fèrria Borja-Cortes de Navarra.

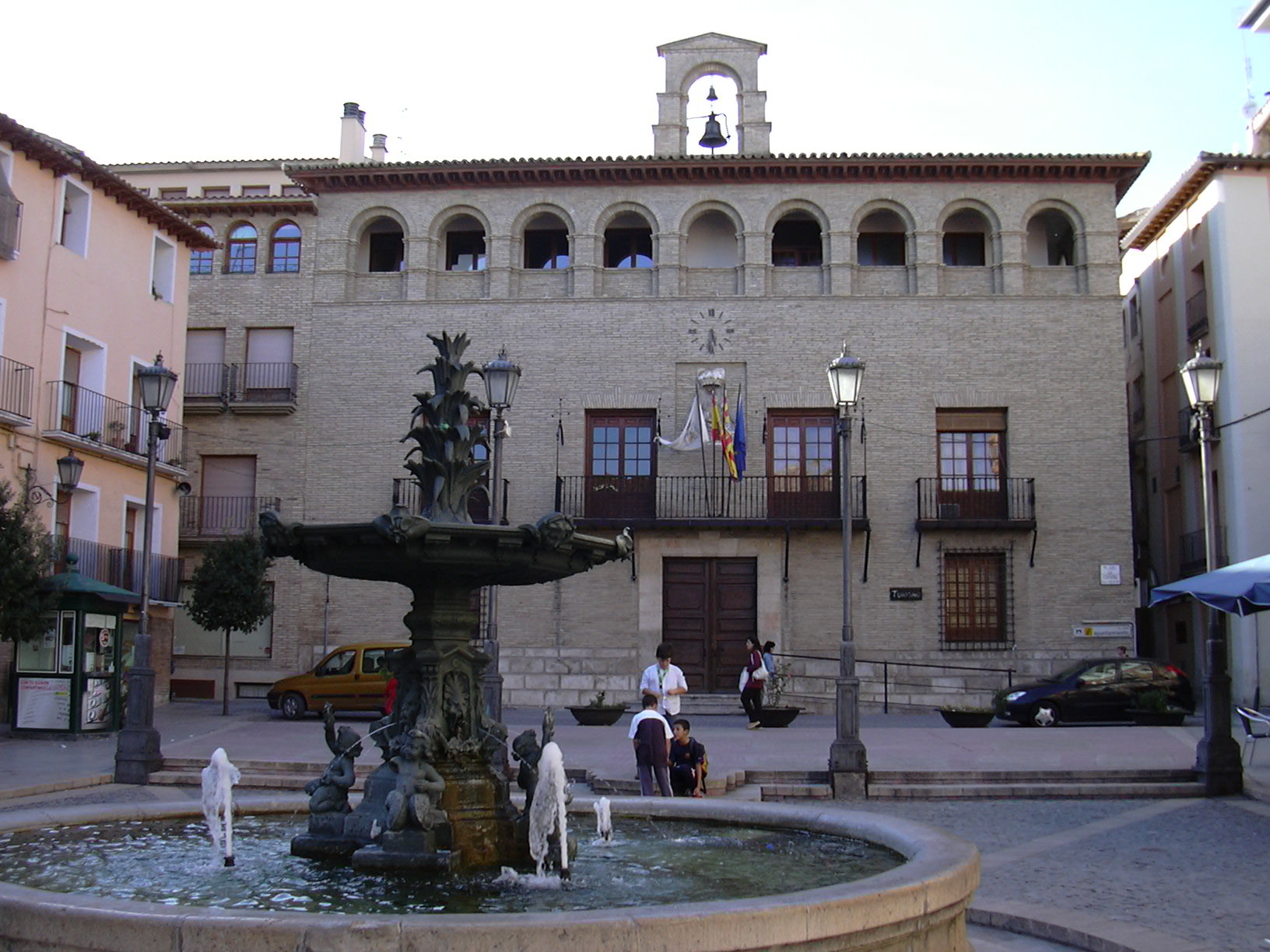
Ajuntament de Borja

Durant el segle xx, l'activitat agrària sobre la qual es basava l'economia de la ciutat va perdre pes; i Borja no va desenvolupar cap indústria importànt, de manera que va perdr pes econòmic i polític. D'aquesta manera, molta gent va haver d'emigrar cap a centres industrials.

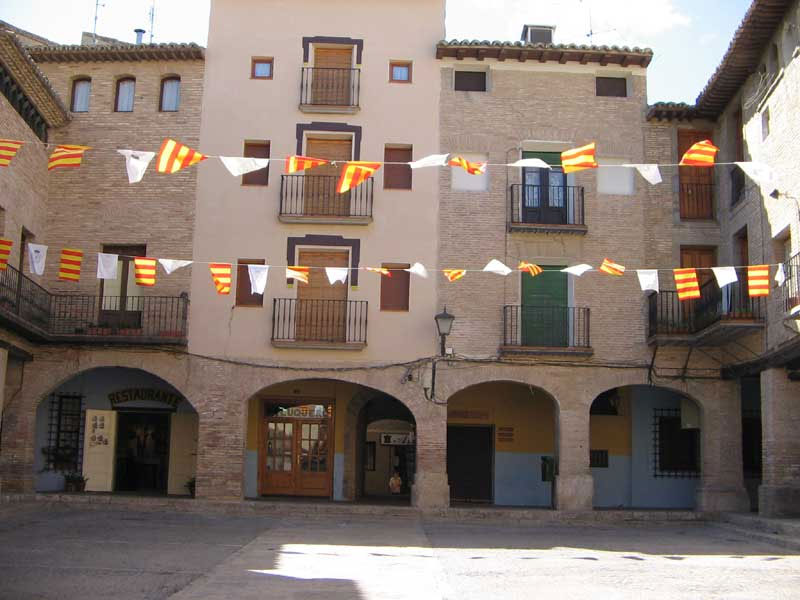
La Plaça del Mercat

En els últims anys del segle xx, Borja ha consolidat l'economia tradicional a través de la tecnificació de l'agricultura i la DO Campo de Borja per als vins. A més, s'ha establert un polígon industrial anomenat Barbalanca, que dona noves oportunitats; així com el sector serveis, que s'ha desenvolupat i modernitzat.
L'any 2012 aquest municipi va adquirir ressò internacional, a causa de la malaurada restauració, per part d'una anciana, d'un fresc de l'Ecce Homo de l'artista Elías García Martínez, que decora un dels murs del Santuario de la Misericordia.

## Personatges il·lustres
- Joan de Coloma (1442 - 1515), secretari de Joan II d'Aragó i protonotari de Ferran el Catòlic
- Antonio Motos Martínez (1863 - Saragossa, 1923), periodista, diputat i senador
- Matilde de Lerma (1875 - Madrid, 1956), soprano
- Honorato de Castro Bonel (1885 - Mèxic, 1962), científic i polític
- Joan Josep Nogués Portalatín (1909 - Palma, 1998), jugador i entrenador de futbol
- José Manuel Montorio Gonzalvo (1921 - 2009), guerriller antifranquista
- José Luis Barcelona (1932 - Barcelona, 2017), periodista
- Fernando Lacaba Sánchez (1956), magistrat, president de l'Audiència Provincial de Girona des de l'any 2001
- Valentín Ruiz Aznar (1902-1972), organista i compositor.